# Oliba (abbé)
 (novembre 2024).
Si vous disposez d'ouvrages ou d'articles de référence ou si vous connaissez des sites web de qualité traitant du thème abordé ici, merci de compléter l'article en donnant les références utiles à sa vérifiabilité et en les liant à la section « Notes et références ».
Pour les articles homonymes, voir Oliva.
Oliba, né à Besalú (comté de Besalú) en 971 et mort à l'abbaye Saint-Michel de Cuxa (comté de Conflent) le 30 octobre 1046, est un comte de Berga et un comte de Ripoll (ca) devenu évêque de Vic. Il est célèbre notamment pour avoir instauré une Trêve de Dieu par un synode qu'il organisa à Toulouges (Pyrénées-Orientales) en 1027.

## Biographie

### Famille
Oliba est le troisième fils du comte Oliba II dit « Cabreta » et de son épouse Ermengarde d'Empúries, fille de Gausbert d'Empúries, comte de Roussillon et d'Empúries.
Il a deux frères et une sœur aînés, ainsi qu'un frère cadet: Bernat (v. 970–1020), Guifred (v. 970–1050), Adelaida (?–1024) et Berenguer (?–1003) (futur évêque d'Elne). Il a également une demi-sœur illégitime, Ingilberga (976–1049), fille d'Oliba II et d'Ingilberga, épouse d'Ermemir, viguier de Besora. Elle deviendra la dernière abbesse du monastère de Sant Joan de les Abadesses.

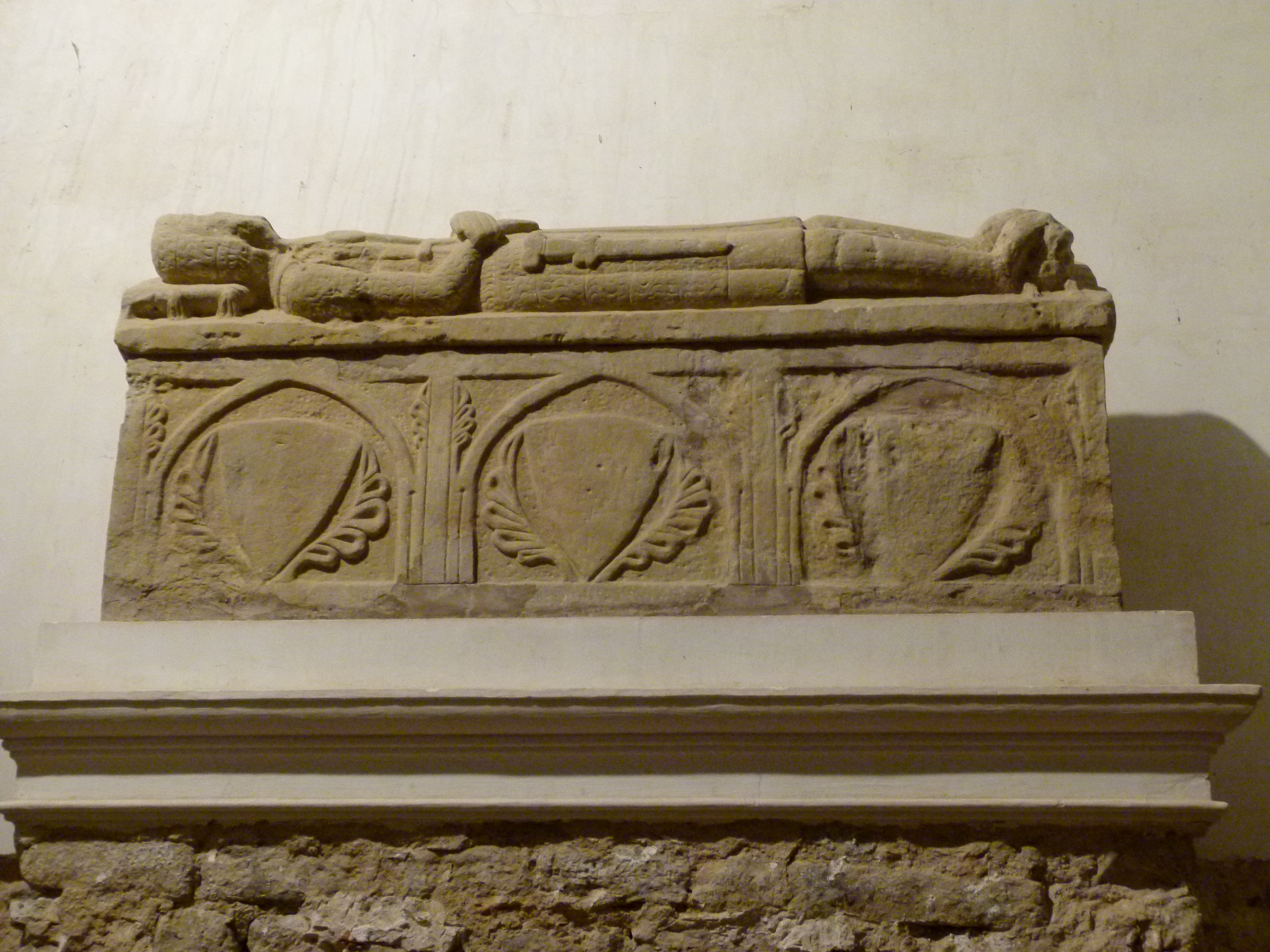
Sépulcre d'Oliba Cabreta au monastère Santa Maria de Serrateix.

### Oliba, comte
Oliba naît dans une famille parmi les plus importantes de la Gothie, et de la future Catalogne du Xe siècle puisque son père Oliba Cabreta est comte de Cerdagne, de Conflent, de Fenouillèdes, de Berga, de Ripoll (ca)  et de Besalú.
En 988 Oliba Cabreta, s'étant laissé convaincre par Romuald de Ravenne qu'il a rencontré à l'abbaye Saint-Michel de Cuxa, se démet de ses titres et part avec lui pour se retirer à l'abbaye du Mont-Cassin. Il transmet ses domaines à ses trois fils. Guifred obtient les comtés de Cerdagne et de Conflent, Oliva ceux de Berga et de Ripoll et Bernard celui de Besalú.
Oliba exerce sa fonction de comte de Berga et de Ripoll de 988 à 1002. Il est également associé à son frère Guifred de 993 à 994 pour la gestion de la Cerdagne, du Conflent et du Capcir.

### Oliba, moine et abbé

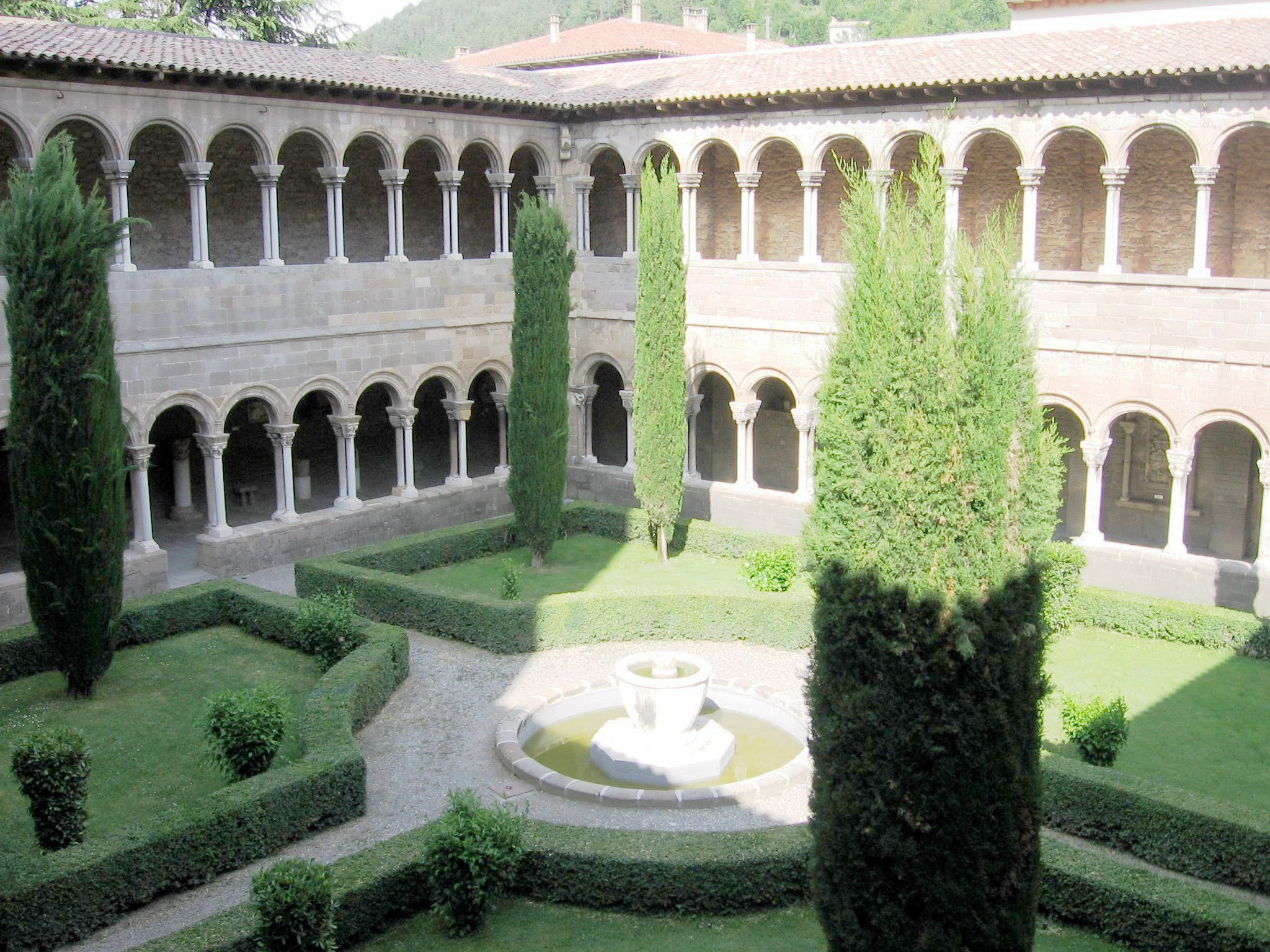
Le cloître du monastère de Ripoll.

En août 1002, Oliba a 31 ans. Il décide de renoncer à ses titres et cède le comté de Berga à son frère Guifred et celui de Ripoll à son frère Bernard. Il intègre l'ordre bénédictin au monastère de Ripoll. En 1008 après la mort de Seniofré, Oliba est choisi pour être le nouvel abbé. Quelques mois plus tard, la même année, il est également nommé abbé de abbaye Saint-Michel de Cuxa. Il entame alors une série d'actions destinées à promouvoir une discipline plus austère dans ses monastères. Sa notoriété allant grandissant, en 1009 il devient provisoirement abbé de la nouvelle abbaye Saint-Martin du Canigou et y applique les mêmes préceptes. D'autres monastères suivent également l'exemple, parmi lesquels ceux de Sant Feliu de Guíxols et de Sant Serni de Tavèrnoles.
Oliba dépense l'essentiel de son énergie à défendre les droits et les biens de l'église contre les assauts répétés des seigneurs locaux. En 1011 il obtient une audience au Vatican du pape Serge IV qui publie alors une série de bulles au bénéfice des monastères d'Oliba. Ces bulles réaffirment le rôle du pape en tant que représentant de Dieu sur Terre et à ce titre comme protecteur des terres possédées par les divers monastères ou abbayes. Toute agression contre ces territoires équivaut donc à une agression contre l'autorité du pape.
Le monastère de Ripoll
La Catalogne de la fin du Xe siècle est une zone frontière entre l'Islam et la chrétienté. Par l'accès direct à la science arabe, les monastères catalans constituent d'importantes collections de manuscrits qu'ils font copier dans leur scriptoria. Ceux-ci en tirent un important prestige culturel qui les situent alors à l'avant-garde de l'Europe. Entre tous ces monastères catalans, le scriptorium le plus important est celui de Ripoll. Le pape Sylvestre II, qui introduit en Europe la numérotation arabe, le concept du zéro et l'astrolabe, a eu accès à ces connaissances grâce aux collections du monastère de Ripoll. Oliba encourage fortement la copie de ces manuscrits et sous sa direction le nombre de volumes triple pour atteindre un total de 246 documents en 1046.
L'abbaye Saint-Michel de Cuxa
Sous le mandat d'Oliba les bâtiments de l'abbaye Saint-Michel de Cuxa subissent d'importantes transformations. Il fait construire un déambulatoire autour du presbytère avec trois absidioles. Il fait également édifier une tour-lanterne au-dessus du maître-autel ainsi que la crypte de la Nativité, la chapelle de la Trinité et les deux clochers lombards (dont l'un s'est écroulé au XIXe siècle).
L'abbaye Saint-Martin du Canigou
L'abbaye Saint-Martin du Canigou est fondée par Guifred II de Cerdagne, le frère d'Oliba. À l'origine une petite église sur les pentes du Canigou, elle se transforme en un centre important. Le monastère se peuple à ses débuts de moines venus de Saint-Michel de Cuxa et c'est donc en toute logique qu'il aide l'administration de Saint-Martin du Canigou dans ses premières années, de 1009 (date de consécration) jusqu'à 1014, lorsque le nombre des moines est devenu suffisant pour qu'ils puissent choisir un abbé parmi l'un d'entre eux, Dom Sclua, l'architecte de l'abbaye.

### Oliba, évêque
Le médiateur

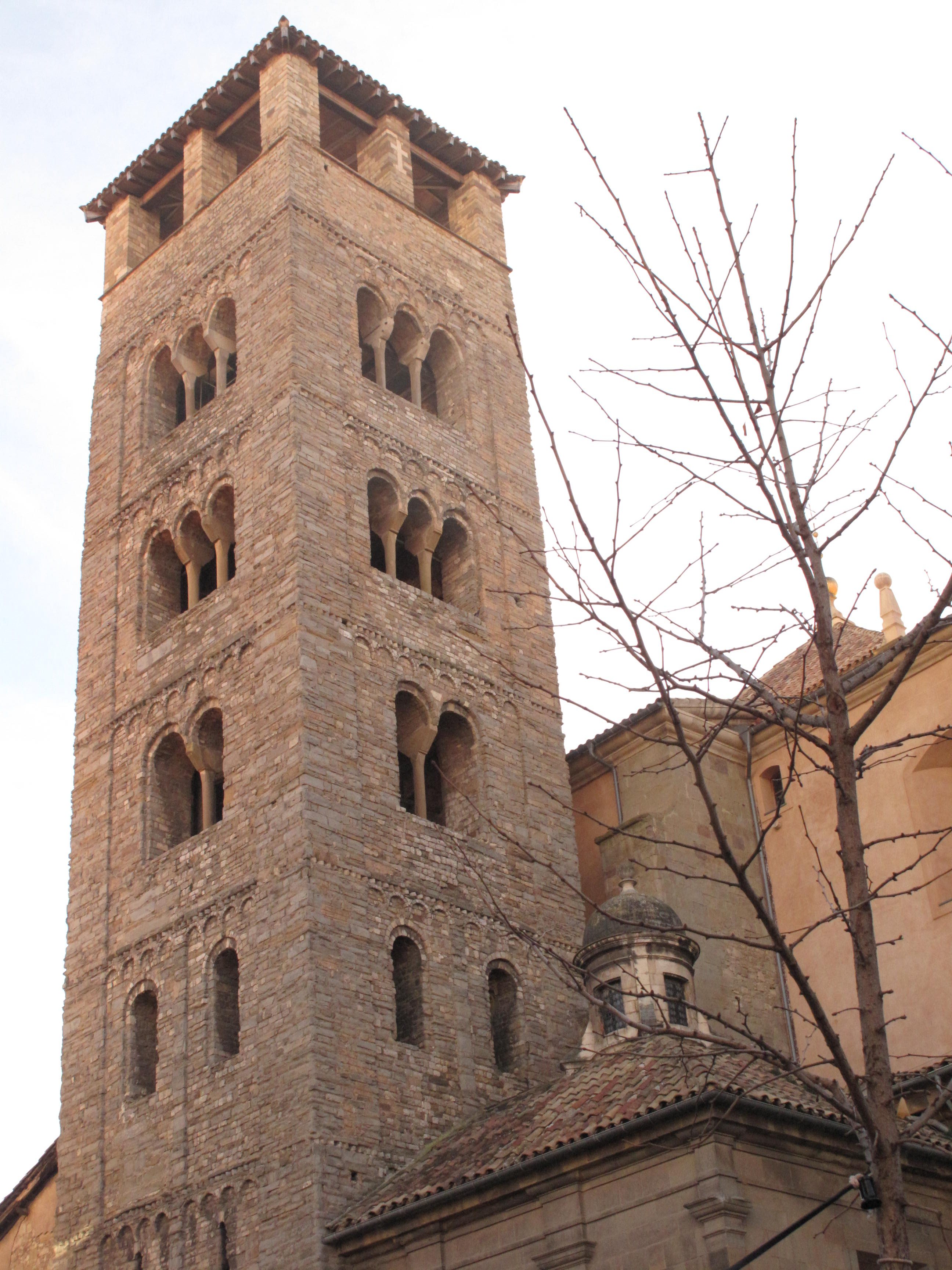
Le clocher de la cathédrale Saint-Pierre de Vic.

En 1017, à la suite de l'intervention décisive d'Ermessende de Carcassonne, dont il est un ami proche et le conseiller, Oliba est nommé évêque auxiliaire de Vic. Après la mort de l'évêque Borrell en 1018, Oliba devient l'évêque en titre.
Une des premières actions menées par le nouvel évêque est d'apporter son soutien à son frère Bernard Taillefer et contre leur demi-sœur Ingilberga dans le scandale supposé du monastère de Sant Joan de les Abadesses dont elle est l'abbesse. Accusant la communauté de ce monastère d'immoralité, Bernard semble surtout chercher à se constituer un diocèse sur son territoire. Bernard et Oliba amènent le cas devant le pape Benoît VIII qui prononce l'expulsion au début de l'année 1017. Bernard obtient la création du diocèse de Besalù et les frères de Saint-Jean s'installent dans le monastère, avec le fils de Bernard, Guifred, comme nouvel abbé. Toutefois, le diocèse est supprimé peu après la mort de Bernard en 1020, soit à peine trois ans après sa création.
Peu après cet épisode Ermessende de Carcassonne, veuve depuis peu de Raymond Borrell de Barcelone, fait appel à Oliba comme intermédiaire dans une affaire l'opposant au comte Hugues Ier d'Empúries. Ce dernier lui réclame un alleu situé à Ullastret et obtient un procès. Cependant, les juges tranchent en faveur d'Ermessende qu'ils désignent comme la propriétaire légitime de l'alleu. Hugues Ier envahit alors militairement le territoire litigieux. La médiation d'Oliba à ce moment permit de résoudre le conflit et la comtesse put récupérer son bien.
La cathédrale Saint-Pierre de Vic
Oliba lance en 1018 la construction du nouveau siège du diocèse de Vic, la cathédrale Saint-Pierre de Vic. De style roman, sa construction n'est terminée qu'en 1046 mais elle est consacrée dès 1038 par son neveu et archevêque de Narbonne, Guifred de Cerdagne. De cette époque, seul le clocher et la crypte ont survécu, le reste de l'édifice ayant été détruit et reconstruit à plusieurs reprises.
Le monastère de Montserrat

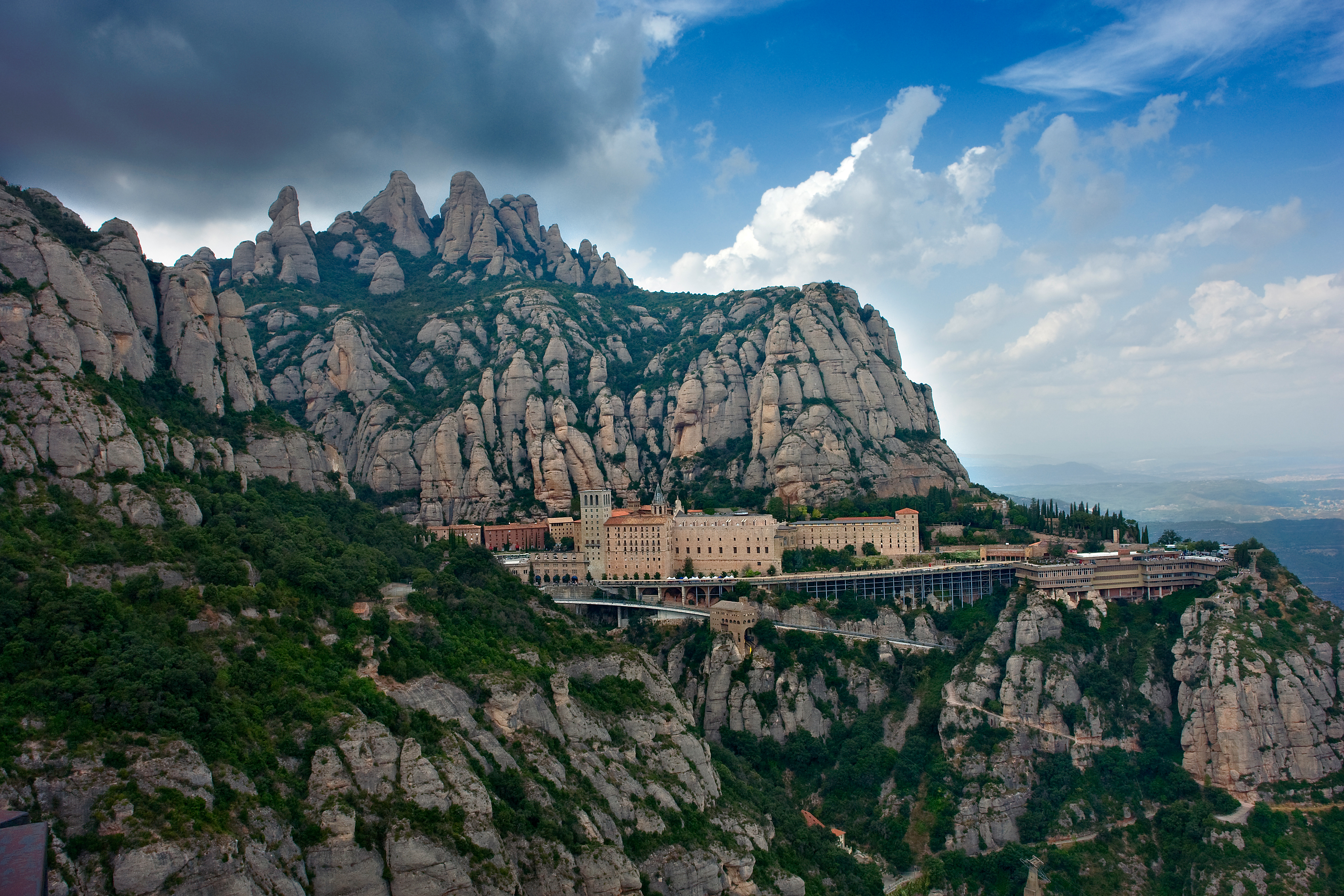
Vue du monastère moderne dans la montagne.

En 1025 Oliba fonde le monastère de Monserrat, à proximité de l'église Sainte-Marie déjà présente depuis le IXe siècle. Celui-ci dépend alors, et ce jusqu'en 1409, du monastère de Ripoll.
Afin de pouvoir fonder le monastère, Oliba doit arriver à obtenir les droits de propriété sur le territoire de la montagne de Montserrat et comprenant les églises des alentours. Jadis la propriété de Suniaire Ier de Barcelone, fils de Guifred le Velu, ceux-ci ont été cédés à l'abbé César, du monastère de Sainte-Cécile, fondé en 945 sur la montagne. Oliba obtient en 1011 une bulle du pape Serge IV affirmant que la montagne est désormais la propriété du monastère de Ripoll. Malgré tout, les comtes de Barcelone ignorent la décision.
En 1022 Oliba, devenu évêque, revient auprès de la cour comtale à Barcelone pour réclamer son bien. Le 29 juin, enfin, Ermessende et Bérenger-Raimond Ier de Barcelone se rendent à Ripoll pour reconnaître officiellement le titre de propriété du monastère de Ripoll sur la montagne de Montserrat. Oliba peut alors organiser l'envoi d'une communauté de moines à Sainte-Cécile pour préparer la fondation du nouveau monastère, effective en 1025.
Restaurations de Manresa et Cardona
En 1003, Manresa est détruite et ses habitants faits prisonniers par les troupes sarrasines d'Abd al-Malik al-Muzaffar. La ville reste en ruine plusieurs années. Pendant que les comtes catalans relancent la construction de châteaux défensifs le long du Llobregat, Oliba participe également à l'effort de guerre en construisant des châteaux le long des limites de son évêché, de Calaf à Queralt.
À partir de 1020, Oliba s'implique personnellement dans la reconstruction de Manresa. Ensemble avec les comtes de Barcelone, il se rend sur place et confirme par écrit des dotations et le patrimoine de la ville. L'année précédente Oliba avait agi de manière similaire à Cardona, incitant Bermon, vicomte d'Ausona à faire restaurer l'église Saint-Vincent.

## La Trêve de Dieu
La mise en place du système féodal en Catalogne amène de nouveaux rapports de force. À partir des années 1020–1030, les conflits entre seigneurs locaux s'intensifient. De plus, ceux-ci agissent de manière arbitraire sur leurs terres, pillant et rançonnant les paysans. Ces derniers, bénéficiant jadis de la condition d'hommes libres, deviennent progressivement des serfs. Les seigneurs s'attaquent aussi aux biens et possessions de l'Église, incitant de fait Oliba à élaborer une stratégie destinée à limiter les luttes féodales.
Devenu évêque, Oliba intervient de nombreuses fois comme médiateur dans les luttes entre nobles. Hormis le conflit opposant Hugues Ier d'Empúries et Ermessende de Carcassonne, il est appelé par exemple lors des litiges entre Hugues Ier d'Empúries et Gausfred II de Roussillon en 1018 et entre Ermessende et son propre fils Bérenger-Raimond Ier de Barcelone à partir de 1020. Après la proclamation de la trêve de Dieu, Oliba continue à être appelé, comme lors du conflit entre Ermessende et son petit-fils Raimond-Bérenger Ier de Barcelone en 1040 ou encore entre le vicomte de Barcelone Udalard II de Barcelone et son frère l'évêque Guislabert Ier de Barcelone en 1044.
En 1027, Oliba lance la Trêve de Dieu avec le synode d'Elne (dit concile de Toulouges), puis en 1033 un synode à Vic, son propre diocèse. Il introduit une notion temporelle : les exactions et combats sont interdits le dimanche.
À Vic, la trêve se définit comme protection des chrétiens pendant les périodes liturgiques, et relève du seul clergé contrairement à la paix qui relève du comte et de l'évêque. À Vic, on retrouve le triptyque de Charroux : l'espace sacré des trente pas autour de l'église, les vilains à ne pas maltraiter, ni les dépouiller de leurs vêtements, ni de leur cire (article du Puy, cette fois). Comme pour le serment de Vienne, il faut également prendre garde aux mules et mulets et ne pas détruire de maisons : cette fois, on protège davantage la vie et le travail des paysans.
Vers 1045–1046, il souscrit en compagnie de ses neveux l'évêque Guifré de Carcassonne et l'archevêque Guifré de Narbonne à l'acte de consécration de la nouvelle abbatiale de l'abbaye de Saint-Martin-Lys en Fenouillèdes.

## Source
- (ca) Cet article est partiellement ou en totalité issu de l’article de Wikipédia en catalan intitulé « Abat Oliba » (voir la liste des auteurs).